# Love Isn't Easy (But Is Sure Is Hard Enough)
Love Isn't Easy (But Is Sure Is Hard Enough) è un singolo del gruppo musicale svedese ABBA, estratto come quarto e ultimo dall'album Ring Ring nel 1973 con l'etichetta Polar sotto il nome di "Björn & Benny, Agnetha & Frida".

## Descrizione
La canzone parla di un litigio tra innamorati, e che, se forse l'amore non è facile, senz'altro è duro.
È stata scritta e composta da Benny Andersson e Björn Ulvaeus. Tutti e quattro i membri condividono le parti vocali.

## Successo commerciale
La pubblicazione limitata del singolo non ha generato una posizione da top ten ovunque, anche se ha portato a un piccolo successo in alcuni Paesi. In Svezia il singolo ha raggiunto il 3º posto della classifica del programma radiofonico Tio i topp.

## Tracce
Lato A
1. Love Isn't Easy (But Is Sure Is Hard Enough)

Lato B
1. I Am Just a Girl